# Ny-Hor
Ny-Hor est un roi de la période prédynastique égyptienne.
Ny-Hor est connu sous le nom de Her ou Hor (Horus), c'est-à-dire « le Faucon », et sa monarchie s'établit à Nekhen (plus tard Hiéraconpolis).
Le serekh de Ny–Hor n'a pas de faucon (contrairement aux serekhs postérieurs). Bien que son interprétation demeure controversée, on considère généralement que son nom d'Horus signifie « le chasseur ». Des serekhs avec ce nom ont été retrouvés à Tourah et Tarkhan. Quelques égyptologues suggèrent que ce soit une forme d'inscription du nom du roi Narmer.